# Microzoanthus
Microzoanthus is een geslacht van neteldieren uit de klasse van de Anthozoa (bloemdieren).

## Soorten
- Microzoanthus kagerou Fujii & Reimer, 2011
- Microzoanthus occultus Fujii & Reimer, 2011